# Mejoza pregamiczna
Mejoza pregamiczna (przedzapłodnieniowa) – jeden z dwóch typów mejozy, zachodzi przed procesem zapłodnienia. Występuje np. u człowieka. Komórki macierzyste gamet najpierw ulegają mejozie(R!), po czym zapłodnione zostają powstałe komórki haploidalne. W wyniku mejozy pregamicznej rozwija się osobnik diploidalny, co daje większe zabezpieczenie genetyczne, niż w przypadku rozwoju osobnika haploidalnego, powstałego w wyniku mejozy postgamicznej.